# Lijst van vorsten van Moskou
Dit is een lijst van vorsten van Moskou. 

## Context
De Mongoolse invasie van het Kievse Rijk maakte een einde aan de losse feodale banden tussen de verschillende Roes' vorstendommen in Oost-Europa. Vanuit Saraj werden de gebieden van de khans van de Gouden Horde feitelijk bestuurd, maar de Roes' vorstendommen behielden als vazallen enige autonomie. Hiervan wist met name het in 1283 uit Vladimir-Soezdal ontstane vorstendom Moskou sterk te profiteren, vooral onder Ivan I die de belangrijkste belastingophaler werd voor de khans en daarmee Moskovië zeer rijk maakte. Zijn kleinzoon Dmitri Donskoj wist de Mongolen in de Slag op het Koelikovo-veld voor het eerst te verslaan. Bij de Confrontatie bij de Oegra werd onder leiding van Ivan III een keerpunt gebracht in de heerschappij van de Mongolen en werd Moskou de dominante staat, die langzamerhand alle andere vorstendommen opslokte. Het vorstendom Moskou, ook wel Moskovië genoemd, annexeerde in de 15e eeuw het vorstendom Vladimir-Soezdal en nam daarmee ook de titel 'grootvorst' over. Ivan IV veroverde de hoofdstad Kazan van het kanaat Kazan in 1552, waarmee de weg openviel voor de kolonisatie van Siberië. Vanaf Ivan IV wordt het rijk vaak gezien als Rusland.

## Lijst
| Vorst                       | Periode   | Opmerkingen                              |
| --------------------------- | --------- | ---------------------------------------- |
| Daniël van Moskou           | 1283–1303 | eerste vorst van Moskou                  |
| Joeri I                     | 1303–1325 | zoon van Daniël                          |
| Ivan I de Geldzak           | 1328–1341 | broer van Joeri                          |
| Simeon                      | 1341–1353 | zoon van Ivan I                          |
| Ivan II de Schone           | 1353–1359 | broer van Simeon                         |
| Dmitri I van de Don         | 1359–1389 | zoon van Ivan II                         |
| Vasili I                    | 1389–1425 | zoon van Dmitri I                        |
| Vasili II de Blinde         | 1425–1462 | pretendent-vorst                         |
| Joeri II                    | 1433–1434 | pretendent-vorst                         |
| Vasili de Schele            | 1434      | pretendent-vorst                         |
| Vasili II                   |           | pretendent-vorst                         |
| Dmitri II                   | 1446–1447 | pretendent-vorst                         |
| Vasili II                   |           | pretendent-vorst tot 1453, daarna erkend |
| Ivan III de Grote           | 1462–1505 |                                          |
| Vasili III                  | 1505–1533 |                                          |
| Ivan IV de Verschrikkelijke | 1533–1547 | eerste tsaar                             |
|                             | 1533–1538 | regentes: Jelena Glinskaja (moeder)      |